# Comatuloidea
Comatuloidea zijn een superfamilie uit de orde van de haarsterren (Comatulid).

## Familie
- Comatulidae Fleming, 1828